# 屈桑日
屈桑日（法語：Cussangy，法語發音：[kysɑ̃ʒi]）是法国奥布省的一个市镇，位于该省南部，属于特鲁瓦区。

## 地理
屈桑日（48°1'4"N, 4°6'9"E）面积21.39 平方千米，位于法国大東部大區奥布省，该省份为法国中北部省份，北起马恩省，西接塞纳-马恩省，西南至约讷省，东南至科多尔省，东临上马恩省。
与屈桑日接壤的市镇（或旧市镇、城区）包括：沙乌斯、谢莱、莱格朗日、拉热斯、拉洛日蓬布兰、莱洛日马格龙、梅特罗贝尔、蒂尔日、瓦利耶尔、旺莱。

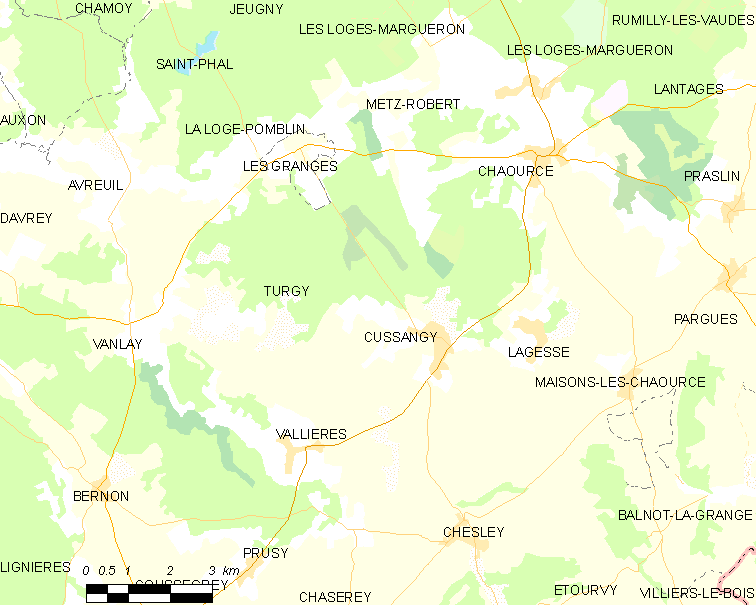
屈桑日的OSM定位图

屈桑日的时区为UTC+01:00、UTC+02:00（夏令时）。

## 行政
屈桑日的邮政编码为10210，INSEE市镇编码为10120。

## 政治
屈桑日所属的省级选区为莱里塞县。

## 人口

1962-2008年间屈桑日人口变化图示

屈桑日于2022年1月1日时的人口数量为201人。